# Dour Festival
Het Dour Festival of kortweg Dour is een vijfdaags muziekfestival dat zichzelf de naam van 'European Alternative Music Event' geeft. Het vindt sinds 1988 ieder jaar plaats bij het Waalse dorp Dour.

## Geschiedenis
Het programma bestaat uit alternatieve bands en artiesten uit uiteenlopende muziekgenres, waaronder post-rock, metal, drum 'n' bass, hiphop, reggae, ska, electro, house, techno en dance. Om en bij de 240 artiesten worden gedurende vijf dagen (vroeger vier) gespreid over 9 podia.
Het festival staat bekend om zijn gemoedelijke sfeer en de kans om er nieuwe groepen uit binnen- en buitenland te ontdekken.
Sinds 2005 is het festival zo goed als altijd uitverkocht (op sommige dagtickets na) en trekt het elk jaar verspreid over vijf dagen (vroeger vier) ongeveer 140.000-150.000 bezoekers. Het is daarmee na Rock Werchter, Tomorrowland en Pukkelpop het op drie na grootste festival in België.

## Edities

### 2007
De editie van 2007 vond plaats van 12 tot en met 15 juli.

#### Programma
108, 1990s, 65daysofstatic, A Hawk And A Hacksaw, AaRON, ADULT., Agoria, Alamo Race Track, Alex Nilson, Amon Tobin, Andy C, Animosity, Anthony B, Atomic Leaf, Autechre, Babylon Circus Experience, Balthazar, Bambi Kramer, Beenie Man, Ben Westbeech, Bern Li, Black Cobra, Black Engine, Black Milk, Black Rebel Motorcycle Club, Black Strobe, Blue Velvet, Blutch, Bonobo, Bright Eyes, Brujeria, Busy P, Camping Sauvach', Clap Your Hands Say Yeah, Clark, Coldcut, Converge, Cosy Mozzy, Da Foxy Momaz + Dub Front Association, Dark-Stylz, Dave Clarke, dDamage feat. Existereo, Digitalism, Dirty Fonzy, DJ 3000, Dj Dan vs. Mr. Magnetik, DJ Food & DK, DJ Hype, Dj Kentaro, Dj Mehdi, Dj Shadow, Dj's or not, Dr. Lektroluv, Dr. Octagon, Dr. Voy, Dropkick Murphys, Erol Alkan, Été 67, Fantan Mojah + Perfect, Fermin Muguruza, Final Fight, Fixkes, Fixmer/McCarthy, Fortune, Foxylane, Gabriel Rios, Girls in Hawaii, Goldie, Gomm, Goose, Grimelock feat. Mc Dynamic & Mc Maelan, Griots & Gods feat. The Young Gods & Dälek, Grooverider, Guitar Wolf, Gym Class Heroes, Herman Düne, High Tone, Hocus Pocus, Hot Chip, Hugo Freegow, I Love UFO, Improvisators Dub, Israel Vibration, Jah Shaka soundsystem, Jah Voice soundsystem, James Delleck feat. Mr. Machine Jouage & Detect, Janssen & Janssen, Jason Forrest Band, Jerboa, Jimi Tenor & Kabu Kabu, Joe Lally, Joe Nice, Joshua, Justice, K-Branding, Katerine + Les Vedettes, Keny Arkana, KID606, La DK Danse, La Kinky Beat, La Scaña Del Domingo, Le Peuple De L'Herbe, LeFtO, Length Of Time, Les Anges, Les Cautionneurs, Les Ogres De Barback, Lloyd Carter, Luke Vibert, Magnus, Melchior, Merzbow, Michael Gira, Midlake, Minerale, Mintzkov, Montevideo vs Compuphonic, Motor, Motorpsycho, Mr. Spartako, Mud Flow, Murdock, My Little Cheap Dictaphone, My Second Skin, Nëhãl, New-York Ska-Jazz Ensemble, Nicole Willis & The Soul Investigators, Nid & Sancy, No Means No, Noisia, Om, Opgezwolle, Otto Von Schirach, Para One, Part Chimp, Peach (Ftl), Percubaba, Pornorama, Princess Superstar, Punish Yourself, Repulsion, Resistance,Rise & Fall, RJD2, Rotator, Sean Lennon, SebastiAn, Sharko, Showstar, Shy Child, Sick Of It All, Sickboy, Sierra Sam, Simian Mobile Disco, Sioen, Sizzla, Skarbone 14, Skream, Smith & Mighty + Earl 16, Soprano, Sounds Like Violence, Sport Doen, Stereo Total, Stones Throw Records feat. Peanut Butter Wolf, J-Rocc, Percee P, Aloe Blacc, Guilty Simpson, Sunn O))), Superamazoo, Superlux, Surfing Leons, Swayzak, Sworn enemy, Tar One, Technasia, Teenage Bad Girl, Terror, The Beatnuts, The Black Angels, Black Box Revelation, The Cinematic Orchestra, The Dancing Naked Ladies, The dIPLOMAT, The Experimental Tropic Blues Band, The Frames, The Horrors, The Jai-Alai Savant, The Micronauts, The National, The Notwist, The Only Room, The Rapture, The Rhythm Junks, The Rones, The Setup, The Skatalites, The Slackers, The Tellers, The Van Jets, Tiefschwarz, Tokyo Ska Paradise Orchestra, Tomàn, Tony Rebel & Warrior King, Treponem Pal, Triggerfinger, Turzi, Two Gallants, Uffie & DJ Feadz, Uman, Veence Hanao, Vegas, Venetian Snares, Vitalic, Vive la Fête, Walls of Jericho, Wilco, Wiley, Wolf Eyes, Wu-Tang Clan, X Makeena, Year Of No Light, Zion Train, Zombie Zombie, Zucchini Drive, zZz

### 2008
De editie van 2008 vond plaats van 17 tot en met 20 juli. 

#### Programma
Onder andere traden op: Agnostic Front, Alpha Blondy, Battles, Chrome Hoof, DJ Krush, Enon, Foals, Gogol Bordello, Goldfrapp, I am X, Ice Cube, Lagwagon, Mad Caddies, Madrugada, Meat Puppets, Miracle Fortress, Mystery Jets, Roni Size, Superlux, Team William, The Notwist, The Raveonettes, Tim Vanhamel, Triggerfinger, Why?, Woven Hand, Wu-Tang Clan, Steak Number Eight

### 2009
De editie van 2009 vond plaats van 16 tot en met 19 juli. 

#### Programma
Onder andere traden op:
The Asteroids Galaxy Tour, Santigold, Walls of Jericho, Sepultura, The Dillinger Escape Plan, Killing Joke, Vive la Fête, Arsenal, The Gaslight Anthem, Dropkick Murphys, Pet Shop Boys, The Mash, The Hickey Underworld, Heideroosjes, Jamie Lidell, Aphex Twin + Hecker,

### 2010
De editie van 2010 vond plaats van 15 tot en met 18 juli.

#### Programma
Onder andere traden op:
Faith No More, Jesse Rose, Absynthe Minded, The Subways, Selah Sue, Das Pop, The Van Jets, The Subs, The Raveonettes, Kapitan Korsakov

### 2011
Het 23e Dour Festival vond plaats van 14 tot en met 17 juli.
Deze editie werd gekenmerkt door een aantal veranderingen, waaronder: een nieuw hoofdpodium en een nieuwe tent voor Dubstep en Drum & bass (De Balzaal). Er waren een record aantal van 160.000 festivalgangers.

#### Programma
Onder andere traden op:
Cypress Hill, Channel Zero, Pulp, Suede, House of Pain, Public Enemy, Pendulum, Flying Lotus, Tiga, Mogwai, Ice Cube, Das Pop

### 2012
De editie van 2012 vond plaats van 12 tot en met 15 juli. Het slechte weer herschiep het festivalterrein in een grote modderpoel. In totaal waren er 148.000 festivalgangers.

#### Programma
Onder andere traden op: Bon Iver, The Flaming Lips, Squarepusher, Franz Ferdinand, Amenra, Black Box Revelation, Nada Surf, Dinosaur Jr., Dan San, School is Cool, The Hickey Underworld, Kapitan Korsakov, V.O., Roscoe, Balimurphy, The Peas Project, Herrmutt Lobby, Kolombo, Steak Number Eight, Wallace Vanborn, Compact Disk Dummies, The Tangerines, Kaizer Place, Vegas, Selah Sue, Great Mountain Fire, Willow, Pablo Andres, LeFtO 10th anniversary, Montevideo, BRNS, The K., Malibu Stacy, Dj Odilon, goldFFinch, Surfing Leons, Do Or Die, The Experimental Tropic Blues Band, Murdock 10th anniversary, Kastor & Dice feat. MC Swift, Richard Colvaen, Kaer (Starflam), Rohan Lee & Band, Sunrockers, Ubuntu Soundsystem

### 2013
Het Dour Festival 2013 ging door van 18 tot en met 21 juli.

#### Programma
Onder andere traden op: The Smashing Pumpkins, Jurassic 5, Anti-Flag, Booka Shade, The Vaccines, Hatebreed, Mark Lanegan Band, The Van Jets, Danko Jones, Wu-Tang Clan, Yeah Yeah Yeahs, Tomahawk, Bonobo,  Trentemøller, Charles Bradley and his Extraordinaires, The Horrors

### 2014
Het Dour Festival 2014 ging door van 17 tot en met 20 juli. Er waren zo'n 195 000 bezoekers over 5 dagen. Helaas viel er een dode te betreuren. Een 25-jarige jongeman stierf op de camping door een waarschijnlijke combinatie van hitte en druggebruik.

#### Programma
Op de affiche staan: Intergalactic Lovers, Baauer, Mr. Oizo, Noisia, Shantal & Bucovina Club Orkestar, Steel Pulse, Connan Mockasin, The Underachievers, Kölsch live, Claptone, Daniel Avery, DJ Rashad & DJ Spinn, Goldie, Klingande, High Tone live, 65daysofstatic, Onra live, Shigeto, Phoenix, Girls in Hawaii, Boys Noize, King Khan & T Shrines, Cairo Liberation Front en LFO.

### 2015
Dour Festival ging in 2015 door van 15 tot en met 20 juli. Het verbrak het bezoekersrecord met 228 000 bezoekers en zelfs de camping was na de tweede festivaldag volzet.

#### Programma
Op de affiche staan: 2manydjs, SBTRKT, Jungle, Flume, Mark Ronson, Tokyo Ska Paradise Orchestra, DJ Fresh, C2C, The Wombats, Lauryn Hill, Goose, Snoop Dogg, Santigold, The Strypes en Adam Beyer.

### 2016
In 2016 vond Dour Festival plaats van woensdag 13 juli tot en met zondag 17 juli.

#### Programma
Stonden onder andere op de affiche: Boys Noize, Ho99o9, Pixies, Sigur Rós, Stand High Patrol, The Prodigy, Ivy Lab, James Marvel & MC Mota, Skepta, Wiz Khalifa, Mouladd

### 2017
In 2017 vond Dour Festival plaats van woensdag 12 juli tot en met zondag 16 juli.

#### Programma
Stonden onder andere op de affiche: M.I.A., Vitalic, Nas, Die Antwoord, Amelie Lens, Sam Paganini, Nina Kraviz, Charlotte de Witte, Adam Beyer

### 2018
In 2018 vond Dour Festival plaats van woensdag 11 juli tot en met zondag 15 juli.

#### Programma
Stonden onder andere op de affiche: ODESZA, Joey Bada$$, Selah Sue, Diplo, Angèle, Mura Masa, Soulwax, Charlotte Adigéry, Macky Gee, Camo & Krooked, alt-J, Paul Kalkbrenner, Denzel Curry, Ben UFO, Tsar B, Tyler, The Creator, MØ, STIKSTOF, Ben Klock, Amelie Lens

### 2019
In 2019 vond Dour Festival plaats van woensdag 10 juli tot en met zondag 14 juli.

#### Programma
Stonden onder andere op de affiche: ASAP Rocky, Disclosure, Nina Kraviz, Rae Sremmurd, Skepta, Charlotte de Witte, Charlotte Adigéry, Parov Stelar, Bonobo

### 2020
In 2020 zou Dour Festival plaatsvinden van woensdag 15 juli tot en met zondag 19 juli. Omwille van de globale coronacrisis werd het festival afgelast. 

#### Programma
Stonden onder andere op de affiche: ASAP Rocky, Angèle, Sven Väth, Chronixx, Dirtyphonics, Floating Points, Nekfeu, Yves Tumor, It's Band & EMY

### 2022
Na twee jaar geen Dour Festival vond het festival terugplaats van 13 juli tot en met 17 juli.

#### Programma
Stonden onder andere op de affiche: Charlotte Adigéry, Carl Cox, Amelie Lens, Chase & Status, Reinier Zonneveld, Squarepusher, Angèle, Sylvie Kreusch, Floating Points, Roméo Elvis, Stikstof en Flume.

### 2023
In 2023 vond Dour Festival plaats van woensdag 12 juli tot en met zondag 16 juli.

#### Programma
Stonden onder andere op de affiche: 
Boys Noize, Nico Moreno, Romy, Meute, Lomepal, Paul Kalkbrenner, PLK, dEUS, Peggy Gou, Orelsan, Phoenix, Coely, Aphex Twin en Agar.

### 2024
In 2024 vond Dour Festival plaats van 17 tot en met 21 juli.

#### Programma
De belangrijkste acts zijn: The Blessed Madonna, Oscar and the Wolf, The Libertines, Amelie Lens, Bicep, Chase & Status, Netsky, Ice Spice, Gazo, Four Tet, CamelPhat en Honey Dijon.

### 2025
In 2025 vond Dour Festival plaats van woensdag 16 juli tot en met zondag 20 juli.

#### Programma
Op de affiche stonden onder andere: Charlotte de Witte, Stormzy, FKA twigs, Marlon Hoffstadt, KI/KI, Freeze Corleone, Sara Landry en Dom Dolla.